# Йойстюр-Скафтафетълс
Йойстюр-Скафтафетълс (на исландски Austur-Skaftafellssýsla) е една от 23-те сисли в Република Исландия. Разположена е между сислите Вестюр-Скафтафетълс и Сюдюр-Мула. Значението е „Източна Скафтафетълс сисла“. Площта е 3401 кв. км, заедно с ледника - 6280 кв. км. Население 2186 души. Главен град на сислата е Хьопън.